# Jáchym Šíp
Jáchym Šíp (Kroměříž, 22 gennaio 2003) è un calciatore ceco, ala del Sigma Olomouc.

## Carriera

### Club
Cresciuto nel settore giovanile del Sigma Olomouc, ha esordito in prima squadra il 6 aprile 2021, nella partita di campionato pareggiata per 0-0 contro lo Slovácko. Il 6 giugno 2024 firma il primo contratto professionistico con il club, di durata pluriennale; il 14 maggio 2025 vince la Coppa della Repubblica Ceca, conquistando così il primo trofeo in carriera.

### Nazionale
Nel settembre del 2020 ha ottenuto la prima convocazione con la nazionale maggiore ceca, in occasione della partita di Nations League poi persa per 1-2 contro la Scozia.

## Statistiche

### Presenze e reti nei club
Statistiche aggiornate al 15 maggio 2025.
| Stagione        | Squadra         | Campionato      | Campionato | Campionato | Coppe nazionali | Coppe nazionali | Coppe nazionali | Coppe continentali | Coppe continentali | Coppe continentali | Altre coppe | Altre coppe | Altre coppe | Totale | Totale |
| Stagione        | Squadra         | Comp            | Pres       | Reti       | Comp            | Pres            | Reti            | Comp               | Pres               | Reti               | Comp        | Pres        | Reti        | Pres   | Reti   |
| --------------- | --------------- | --------------- | ---------- | ---------- | --------------- | --------------- | --------------- | ------------------ | ------------------ | ------------------ | ----------- | ----------- | ----------- | ------ | ------ |
| apr.-mag. 2021  | Sigma Olomouc   | 1L              | 6          | 0          | CRC             | 1               | 0               | -                  | -                  | -                  | -           | -           | -           | 7      | 0      |
| 2021-2022       | Sigma Olomouc   | 1L              | 13+3       | 0          | CRC             | 3               | 0               | -                  | -                  | -                  | -           | -           | -           | 19     | 0      |
| 2022-2023       | Sigma Olomouc   | 1L              | 7          | 0          | CRC             | 2               | 0               | -                  | -                  | -                  | -           | -           | -           | 9      | 0      |
| 2023-2024       | Sigma Olomouc   | 1L              | 8+2        | 1+1        | CRC             | 1               | 0               | -                  | -                  | -                  | -           | -           | -           | 11     | 2      |
| 2024-2025       | Sigma Olomouc   | 1L              | 27         | 2          | CRC             | 1               | 1               | -                  | -                  | -                  | -           | -           | -           | 28     | 3      |
| Totale carriera | Totale carriera | Totale carriera | 61+5       | 3+1        |                 | 8               | 1               |                    | -                  | -                  |             | -           | -           | 74     | 5      |

## Palmarès

### Club

#### Competizioni nazionali
- Coppa della Repubblica Ceca: 1

Sigma Olomouc: 2024-2025